# Anna Klamo
Anna Klamo, rozená Janotová (* 18. září 1975 Praha) je česká operní pěvkyně-sopranistka a filmová a divadelní herečka.

## Život
Jako malá byla členkou Dětského pěveckého sboru Československého rozhlasu, s kterým zpívala pod vedením Leonarda Bernsteina Beethovenovu Ódu na radost v Mozarteu v Bonnu. Vystudovala zpěv na Pražské konzervatoři u prof. Heleny Tattermuschové a na pražské AMU u doc. Magdalény Hajóssyové. Během studií nastoupila jako host do Hudebního divadla Karlín, kde ztvárnila roli Valencie ve Veselé vdově. První velké role sehrála v Moravském divadle Olomouc a následně vystupovala v Národním divadle Brno, Státní opeře Praha a v Divadle J. K. Tyla. V ústeckém Severočeském divadle se divákům poprvé představila rolí Musetty v Pucciniho Bohémě roku 1999, kde poté dostala stálé angažmá. Byla zde až do roku 2016. Založila uměleckou agenturu Euro music, s níž produkovala a režírovala několik divadelních představení a koncertů. Externě spolupracovala jako hlasatelka s ČRo 3 Vltava, natočila řadu nahrávek pro rozhlas i na CD a učila i na konzervatoři v Teplicích. Zúčastnila se turné po USA, Japonsku, Německu, Španělsku a Švýcarsku. Zahrála si ve filmu Jiřího Menzela nazvaném Donšajni, kde ztvárnila roli Alenky, sopranistky jednoho provinčního divadla.
Je laureátkou mezinárodních pěveckých soutěží Antonína Dvořáka a Emy Destinnové z roku 1997, nositelka Ceny Jarmily Novotné a náleží jí i titul Absolutní vítěz mezinárodní pěvecké soutěže Franze Lehára z roku 1998 v Komárně. Za rok 2011 obdržela cenu Thálie v oboru opera za mimořádný výkon v opeře Lakmé v Severočeském divadle v Ústí nad Labem.

## Operní role
Moravské divadlo Olomouc
- Nápoj lásky (G. Donizetti )
- Idomeneo (W. A. Mozart )

Severočeské divadlo opery a baletu
- Nápoj lásky (G. Donizetti )
- La traviata (G. Verdi)
- Les contes d'Hoffmann (J. Offenbach)
- Le nozze di Figaro (W. A. Mozart)
- Příhody lišky Bystroušky (L. Janáček)
- La Bohème (G. Puccini)
- Cikánský baron (J. Strauss mladší)
- Noc v Benátkách (J. Strauss mladší)
- Veselá vdova (F. Lehár)
- Země úsměvů (F. Lehár)
- Xerxes (G. F. Händel)
- Carmen (G. Bizet)
- Prodaná nevěsta (B. Smetana)
- Rusalka (A. Dvořák)
- Veselohra na mostě (B. Martinů )
- Fidelio (L. van Beethoven )
- Die Zauberflöte (W. A. Mozart)

Státní opera Praha
- Voják a tanečnice (B. Martinů )
- Die Zauberflöte (W. A. Mozart)

Národní divadlo Brno
- Bandité (J. Offenbach)
- Mam´zelle Nitouche (F. Hérvé)
- Ples v hotelu Savoy (P. Abraham)
- Pařížský život (J. Offenbach)

Divadlo J. K. Tyla
- Die Zauberflöte (W. A. Mozart)
- Carousel (O. Hammerstein II)